# Grand Prix Formule 1 van België 1954
De Grand Prix Formule 1 van België 1954 werd gehouden op 20 juni op het circuit van Spa-Francorchamps in Stavelot. Het was de derde race van het seizoen.

## Uitslag
| Pos. | Nr. | Coureur                             | Constructeur | Rondes | Tijd / Oorzaak uitval | Grid | Punten  |
| ---- | --- | ----------------------------------- | ------------ | ------ | --------------------- | ---- | ------- |
| 1    | 26  | Juan Manuel Fangio                  | Maserati     | 36     | 2:44:42.4             | 1    | 9S      |
| 2    | 8   | Maurice Trintignant                 | Ferrari      | 36     | + 24.2                | 6    | 6       |
| 3    | 22  | Stirling Moss                       | Maserati     | 35     | + 1 Ronde             | 9    | 4       |
| 4    | 10  | Mike Hawthorn José Froilán González | Ferrari      | 35     | + 1 Ronde             | 5    | 1⁄2 1⁄2 |
| 5    | 18  | André Pilette                       | Gordini      | 35     | + 1 Ronde             | 8    | 2       |
| 6    | 20  | Prince Bira                         | Maserati     | 35     | + 1 Ronde             | 13   |         |
| 7    | 30  | Sergio Mantovani                    | Maserati     | 34     | + 2 Rondes            | 11   |         |
| DNF  | 4   | Nino Farina                         | Ferrari      | 14     | Ontsteking            | 3    |         |
| DNF  | 16  | Paul Frere                          | Gordini      | 14     | Motor                 | 10   |         |
| DNF  | 12  | Jean Behra                          | Gordini      | 12     | Ophanging             | 7    |         |
| DNF  | 28  | Onofre Marimon                      | Maserati     | 3      | Motor                 | 4    |         |
| DNF  | 6   | José Froilán González               | Ferrari      | 1      | Motor                 | 2    |         |
| DNF  | 2   | Jacques Swaters                     | Ferrari      | 1      | Motor                 | 14   |         |
| DNF  | 24  | Roberto Mieres                      | Maserati     | 0      | Brand                 | 12   |         |

## Noot
- Dit was de eerste podiumplaats voor Maurice Trintignant en ook voor Stirling Moss.
- Dit was de elfde snelste ronde voor Juan Manuel Fangio, en daarmee vestigde hij een nieuw record. Hij verbrak het oude record van Alberto Ascari (10), gevestigd tijdens de Grote Prijs van Zwitserland van 1953.
- Dit was de tiende Grand Prix-winst en de vijfentwintigste podiumplaats voor een Argentijnse coureur.
- Dit was de vijfde podiumplaats voor een Franse coureur.

1925 · 1930 · 1931 · 1933 · 1934 · 1935 · 1937 · 1939 · 1947 · 1949 · 1950 · 1951 · 1952 · 1953 · 1954 · 1955 · 1956 · 1958 · 1960 · 1961 · 1962 · 1963 · 1964 · 1965 · 1966 · 1967 · 1968 · 1970 · 1972 · 1973 · 1974 · 1975 · 1976 · 1977 · 1978 · 1979 · 1980 · 1981 · 1982 · 1983 · 1984 · 1985 · 1986 · 1987 · 1988 · 1989 · 1990 · 1991 · 1992 · 1993 · 1994 · 1995 · 1996 · 1997 · 1998 · 1999 · 2000 · 2001 · 2002 · 2004 · 2005 · 2007 · 2008 · 2009 · 2010 · 2011 · 2012 · 2013 · 2014 · 2015 · 2016 · 2017 · 2018 · 2019 · 2020 · 2021 · 2022 · 2023 · 2024 · 2025 · 2026 · 2027 · 2029 · 2031